# توتو كوتونيو
توتو كوتونيو (بالإيطالية: Toto Cutugno)‏، (بالإيطالية: tɔto kuˈtuɲɲo')‏
هو مغني، موسيقي وكاتب أغاني بوب إيطالي. وهو مشهور بأكثر أغنية عالمية وهي «italiano vero» أو بالعربية «أنا إيطالي» التي كانت على القرص المضغوط الخاص بأغانيه المشهورة «لا غراندي ساكسسي»، كوتونيو فاز بمسابقة الاوروفيسيون لعام 1990.
توفي يوم 22 أغسطس 2023 عن عمر ناهز الثمانين في إحدى مستشفيات ميلانو.

## المَراجع
1. ↑  Discogs | Toto Cutugno (بالإنجليزية), QID:Q504063
2. ↑  "La moglie Carla, il figlio Nico, il dramma della sorellina morta a 7 anni" (بالإيطالية). Corriere della Sera. 22 agosto 2023. Archived from the original on 22 أغسطس 2023. {{استشهاد ويب}}: تحقق من التاريخ في: |publication-date= (help)
3. 1 2  "È morto Toto Cutugno. Aveva appena compiuto 80 anni" (بالإيطالية). 22 agosto 2023. {{استشهاد ويب}}: تحقق من التاريخ في: |publication-date= (help)
4. ↑  "Toto Cutugno, morto il cantante de 'L'italiano'. Aveva 80 anni" (بالإيطالية). la Repubblica. 22 agosto 2023. {{استشهاد ويب}}: تحقق من التاريخ في: |publication-date= (help)
5. ↑  "È morto Toto Cutugno. Aveva appena compiuto 80 anni" (بالإيطالية). Rai News 24. 22 agosto 2023. {{استشهاد ويب}}: تحقق من التاريخ في: |publication-date= (help)
6. ↑  MusicBrainz (بالإنجليزية), MetaBrainz Foundation, QID:Q14005
7. ↑  "معلومات عن توتو كوتونيو على موقع viaf.org". viaf.org. مؤرشف من الأصل في 2020-05-14.
8. ↑  "معلومات عن توتو كوتونيو على موقع datos.bne.es". datos.bne.es. مؤرشف من الأصل في 2019-06-07.
9. ↑  "معلومات عن توتو كوتونيو على موقع plus.cobiss.si". plus.cobiss.si. مؤرشف من الأصل في 2019-06-07.
10. ↑  "وفاة الفنان الإيطالي توتو كوتونيو صاحب الأغنية الشهيرة "I'Italiano" (الإيطالي)". RT Arabic. مؤرشف من الأصل في 2023-09-02. اطلع عليه بتاريخ 2023-08-22.

## وصلات خارجية
- توتو كوتونيو على موقع IMDb (الإنجليزية)
- توتو كوتونيو على موقع ميوزك برينز (الإنجليزية)
- توتو كوتونيو على موقع أول ميوزيك (الإنجليزية)
- توتو كوتونيو على موقع ديسكوغز (الإنجليزية)
- توتو كوتونيو على موقع قاعدة بيانات الفيلم (الإنجليزية)